# Il était une fois, il était deux fois
Il était une fois, il était deux fois (español: Érase una vez, Érase dos veces, árabe marroquí: كان حتى كان واحد المرة حْتى كان زوجْ دالمرات) es una película marroquí de 2007 dirigida por Bachir Skiredj en su debut como director. Se proyectó en la 9ª edición del Festival Nacional de Cine de Marruecos celebrado en Tánger.

## Sinopsis
Maarouf es un zapatero casado con Aisha, una mujer maltratadora, que lo maltrata y a menudo lo agrede físicamente. Un día, en un ataque de ira, Aisha intenta golpear a su marido con un martillo de zapatero, pero en lugar de eso, su golpe agrieta la pared de la que aparece un genio que expulsa a Maarouf a una nueva vida en la ciudad de Orlando.

## Reparto
- Bachir Skiredj
- Sanae Kamari
- Rachida Saâudi
- Emilio Jaramillo
- Even Jaramillo